# Brachirus elongatus
Brachirus elongatus е вид лъчеперка от семейство Soleidae. Видът не е застрашен от изчезване.

## Разпространение
Разпространен е във Виетнам и Камбоджа.

## Описание
На дължина достигат до 7 cm.